# HMS Exeter (68)
El HMS Exeter (68) va ser un creuer pesant de la classe York de la Royal Navy britànica que serví a la Segona Guerra Mundial. Va entrar al dic sec l'1 d'agost de 1928 a les drassanes de Devonport, Plymouth, Devon. Va ser botat el 18 de juliol de 1929 i completat el 27 de juliol de 1931. Va combatre contra el cuirassat de butxaca alemany Admiral Graf Spee a la batalla del Riu de la Plata el desembre de 1939, patint greus danys que provocaren que s'estigués llarg temps sotmès a reparacions. Després de ser reconstruït, va ser enviat a les Índies Orientals, on va ser enfonsat pels japonesos el 1942.

## Disseny
L'Exeter va ser encarregat dos anys després del seu germà, el HMS York, i en el seu disseny ja s'incorporen millores gràcies a les experiències amb el York. La mànega s'augmentà 30cm per fer front a l'increment de pes màxim, i les entrades de les calderes es troncaren cap enrere des de la sala de màquines, permetent que es posessin unes xemeneies rectes des del pont en lloc de les xemeneies rastrillades necessàries al York per assegurar l'adequada dispersió dels gasos de la combustió. Com a resultat, els pals van avançar i la xemeneia posterior va fer-se més petita, per ajudar a l'aparença. Com que el sostre de la torreta dels canons de 203mm havia demostrat no ser prou forta per acomodar la catapulta prevista al York, l'Exeter va tenia dues catapultes en angle respecte al centre del vaixells, amb la grua a estribord. Conseqüentment, el pont podia baixar-se, sent un disseny modern i tancat que s'incorporà a posteriors dissenys de creuers.

## Modificacions
El 1932, s'afegiren planxes a la coberta superior per incloure-la a la coberta principal fins a la xemeneia posterior (a diferència de la classe County, els Yorks no tenien dos pisos). Aquesta modificació proporcionà espais tancats per allotjament i treball. El 1935 se li afegiren les metralladores Vickers previstes, car només s'havien instal·lat canons QF de 2 lliures. Les modificacions dels inicis de la guerra, posteriors a les reparacions dels danys soferts amb el combat contra el Graf Spee, i una reparació general van reconstruir el pont, fent-lo més gran; substituïren els canons de 102 mm per models Mark XVI bessons sobre la plataforma del Mark XIX i un canó Oerlikon de 20 mm sobre el sostre de les torretes "B" i "Y". També s'afegí un radar Tipus 286 d'alerta aèria fent que els pals fossin substituïts per trípodes pesants, car aquest sistema primitiu de detecció tenia antenes de transmissió (Tx) i de recepció (Rx) separades, una a cada pal. El radar 284 va ser instal·lat a la torre de control de direcció sobre el pont per donar informació de tir. Es posà una catapulta més gran, i les grues estaven equipades per carregar l'avió amfibi Supermarine Walrus.

## Servei

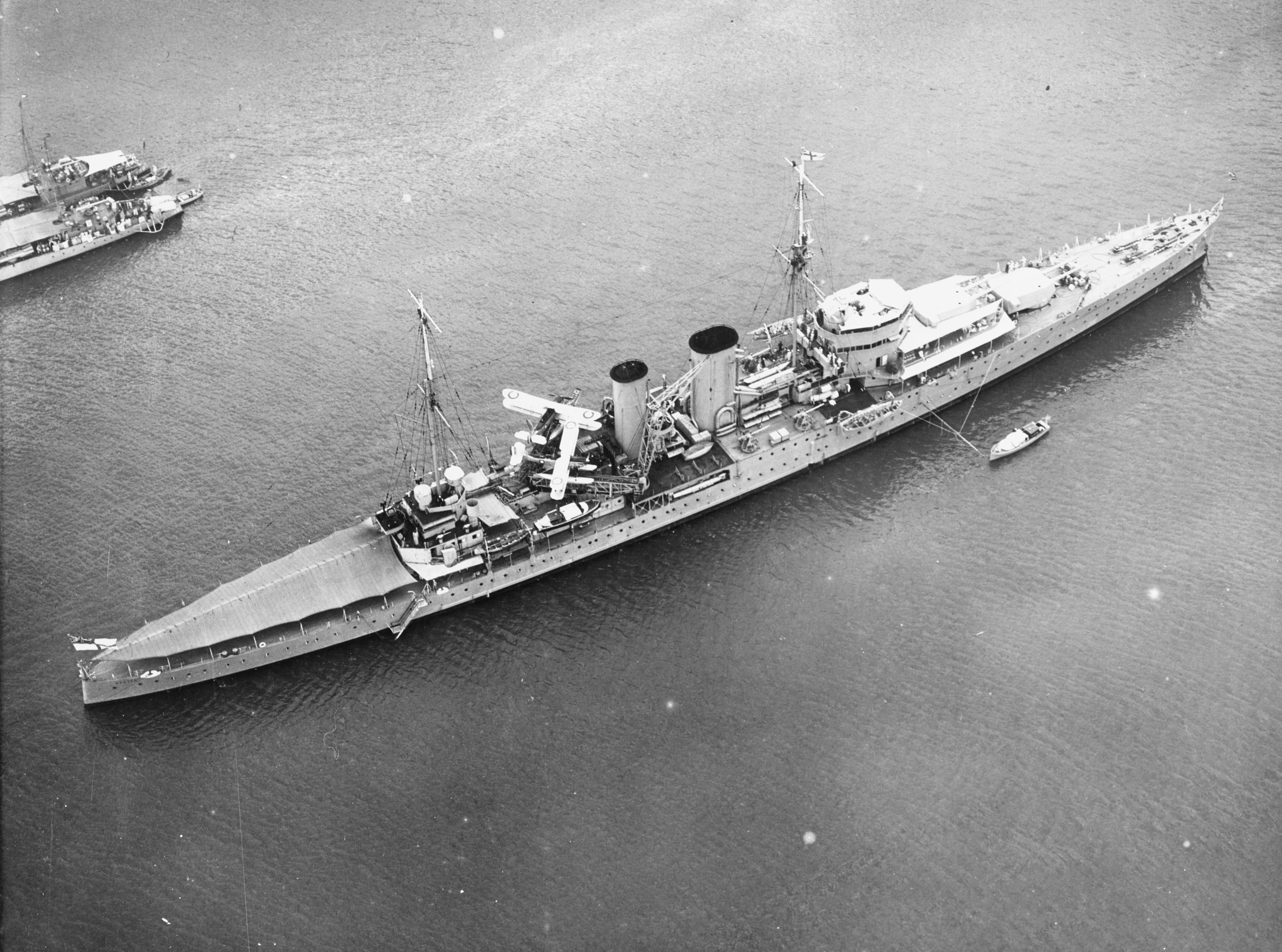
El HMS Exeter a Balboa, 1934

Al servei, l'Exeter va unir-se al 2n Esquadró de Creuers de la Flota Atlàntica, on va estar entre 1931 i 1935. El 1934 va ser destinat a l'Estació Nord-americana i de les Índies Occidentals, on va estar-se fins a 1939, llevat d'un destí temporal a la Mediterrània durant la crisi abissínia.
Amb l'esclat de la Segona Guerra Mundial passà a formar part de la Divisió Sud-americana, juntament amb el HMS Cumberland, sota el Comodor Henry Harwood. Juntament amb els creuers lleugers classe Lenader HMS Ajax i HMS Achilles va fer front al cuirassat de butxaca alemany Admiral Graf Spee a la batalla del Riu de la Plata el 13 de desembre de 1939, que culminà amb l'enfonsament del Graf Spee uns dies després. Durant la batalla, l'Exeter operà com una divisió per si mateix, mentre que l'Ajax i l'Achilles com una altra, per tal de dividir el foc del Graf Spee. L'Exeter va rebre 7 impactes d'obusos d'11 polzades i diverses salves que van caure prop d'ell van causar-li danys significatius. 61 membres de la seva tripulació van morir i 23 més van ser ferits. Les 3 torretes de 8 polzades van quedar fora de combat i la seva velocitat va quedar reduïda a 18 nusos, obligant-lo a retirar-se de la batalla. L'Exeter es dirigí cap a Port Stanley, a les illes Malvines per sotmetre's a reparacions d'emergència, reparacions que van estendre's fins a gener de 1940, tornant a Devonport, escortat pel portaavions HMS Ark Royal per sotmetre's a una reparació completa i a una modernització entre febrer de 1940 i març de 1941. El 10 de març de 1941, durant la reparació, l'oficial comandant, capità W.N.T. Beckett va morir a l'Hospital Saltash de complicacions resultants de cirurgia relatives a ferides anteriors. Va morir el dia que l'Exeter havia de tornar a ser comissionat. El seu substitut va ser el capità Oliver Loudon Gordon.
En tornar a la flota el 1941 va ser destinat a tasques d'escorta pels combois de l'Atlàntic, incloent l'escorta del comboi WS-8B cap a l'Orient Mitjà durant l'episodi del Bismarck. Després d'això va ser destinat a l'Extrem Orient.
Amb l'entrada de l'Imperi del Japó a la guerra al desembre de 1941, l'Exeter formà part de la força naval de l'ABDACOM destinada a defensar les Índies Oriental Neerlandeses davant una invasió japonesa.

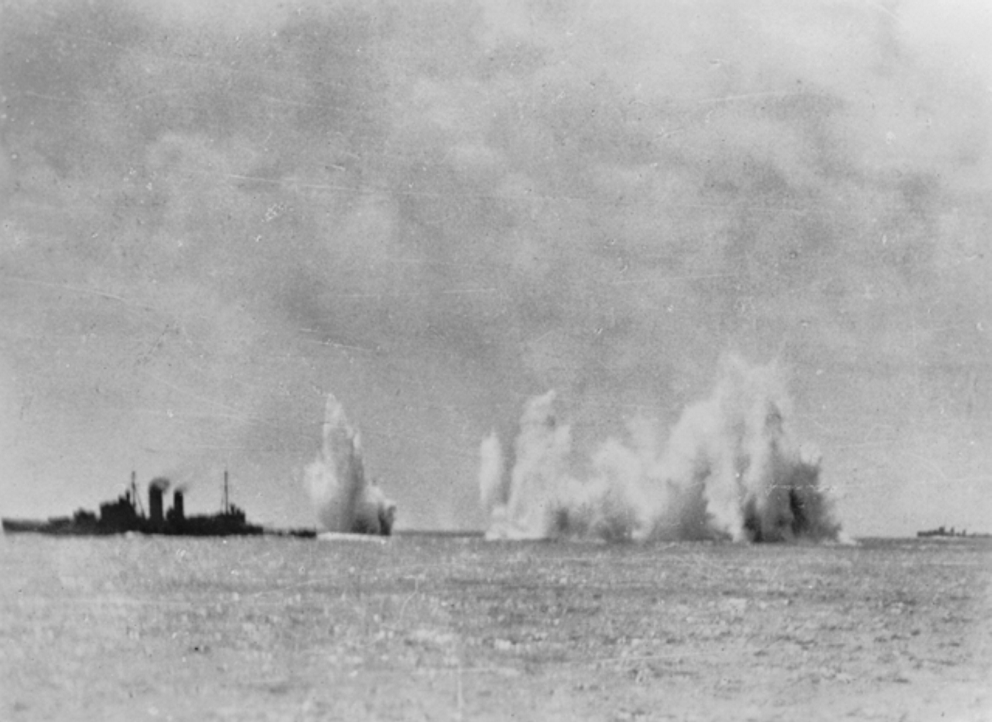
L'Exeter sota atac durant la Primera batalla del Mar de Java.

## Destí
El 27 de febrer de 1942, l'Exeter va resultar danyat durant la batalla del mar de Java, en la que rebé un impacte de 8 polzades a la sala de calderes, retirant-se cap a Surabaya per sotmetre's a reparacions. El destructor HMS Electra va resultar enfonsat mentre que cobria la seva retirada. Dos dies després, mentre que intentava arribar a l'estret de Sunda, va ser interceptat pels creuers pesants japonesos Nachi, Haguro, Myoko i Ashigara i els destructors Akebono, Inazuma, Yamakaze i Kawakaze el matí de l'1 de març de 1942. Seguí la Segona Batalla del Mar de Java, més apropiadament anomenada Batalla de l'Illa Bawean, i l'Exeter no trigà a quedar molt malmès pel foc artiller (un impacte causà la pèrdua de tota l'energia del vaixell). Van instal·lar-se càrregues per enfonsar-lo i no trigà a començar a fer-ho, inicialment només per rebre l'impacte a estribord d'un torpede del destructor Inazuma que el va fer aixecar-se i inclinar-se cap a estribord abans d'enfonsar-se. Els seus destructors d'escorta, el HMS Encounter i el USS Pope també van perdre's; el Pope inicialment aconseguí fugir de la batussa inicial, sent enfonsat per un atac aeri hores després. Uns 800 mariners Aliats, incloent el comandant de l'Exeter, capità Oliver Gordon, van ser recollits pels japonesos per esdevenir presoners de guerra.
Les restes de l'Exeter van ser localitzats i identificats al febrer del 2007. L'Exeter reposa a aigües d'Indonèsia, a una fondària de 60 metres al nord de l'illa Bawean (a unes 60 milles de la posició de naufragi que donà el seu capità)